# Неврологічні та психіатричні порушення внаслідок COVID-19
З все довшим часом тривалості пандемії коронавірусної хвороби з'являється більше даних про те, що COVID-19 спричинює як гострі, так і хронічні неврологічні або психіатричні порушення. В осіб, які доглядають за хворими на COVID-19, також спостерігається вища за середню поширеність проблем із психічним здоров'ям. Ці порушення є наслідком багатьох різних факторів.
SARS-CoV-2 безпосередньо вражає нюхові нейрони, що спричинює характерне зниження нюху, і нервові клітини, що експресують смакові рецептори. Хоча ці клітини безпосередньо пов'язані з мозком, проте не спостерігається значного інфікування інших нервових клітин у центральній нервовій системі. Велика кількість неврологічних ускладнень, очевидно, є наслідком пошкодження клітин судин мозку, або пошкодженням у результаті гіпоксії. Тривалий перебіг COVID-19 може призвести до тривалого запального стану, що може посилити симптоми, подібні на аутоімунне захворювання. Багато хворих на COVID-19 відчувають психіатричні симптоми, які можуть виникати внаслідок прямої дії вірусу, хронічного посилення запалення, або через вторинні ефекти, такі як посттравматичний стресовий розлад.
SARS-CoV-2 можна відразу виявити в головному мозку та спинномозковій рідині за допомогою ПЛР, і вважається, що він проникає через нюхову систему. Черепно-мозкові нерви (включаючи лицевий нерв і блукаючий нерв, які забезпечують смак) забезпечують додатковий шлях входу. SARS-CoV-2 було виявлено в ендотеліальних клітинах за допомогою електронної мікроскопії, хоча такий метод надає докази, які демонструють присутність вірусу, але не визначає кількість вірусів, які наявні в організмі (якісний, а не кількісний метод).

## Гострі неврологічні симптоми при COVID-19
Частка хворих, які відчувають симптоми після зараження SARS-CoV-2, залежить від віку. У 10—20 % хворих, інфікованих SARS-CoV-2, зазвичай виявляється клінічний синдром, відомий як COVID-19. Кількість інфікованих COVID-19 є найвищою серед осіб віком 18–65 років, тоді як ризик тяжкого захворювання або смерті різко зростає після 50 років, і зростає з віком. Близько 35 % хворих із симптомами COVID-19 мають неврологічні ускладнення. Неврологічні симптоми не є унікальними для COVID-19; SARS і MERS також спричинюють гострі та підгострі неврологічні симптоми, включно периферичну нейропатію, міопатію, синдром Гієна-Барре та стовбуровий енцефаліт Бікерстафа. Є дані, що пандемія грипу 1918 року спричинила появу постгрипозного паркінсонізму, про що згадується в наукових працях Олівера Сакса та фільмі «Пробудження».
Втрата смаку чи нюху є одними з найперших і найпоширеніших симптомів COVID-19. Приблизно 81 % хворих із розгорнутими клінічними проявами COVID-19 відчувають розлади нюху (46 % аносмія, 29 % гіпосмія та 6 % дизосмія). Розлади смаку зустрічаються у 94 % хворих (агевзія 45 %, гіпогевзія 23 %, дисгевзія 26 %). У більшості хворих смак або нюх відновлюються протягом 8 днів. Поширеним проявом COVID-19 також є делірій, особливо у літніх людей. Нещодавні дані довгострокового дослідження підтверджують, що марення виникає на фоні запального процесу. У великої кількості хворих на COVID-19 також спостерігаються більш серйозні неврологічні симптоми. Ці симптоми включають головний біль, нудоту, блювання, порушення свідомості, енцефаліт, міалгію та гострі цереброваскулярні захворювання, включаючи інсульт, тромбоз венозного синуса, і внутрішньомозковий крововилив.
Все частіше спостерігаються порушення мозкового кровообігу внаслідок COVID-19 (зокрема інсульт), про які повідомляється в 5 % госпіталізованих пацієнтів, і які трапляються як у літніх, так і у молодих хворих. Також повідомлялося про випадки синдрому Гієна-Барре, гострого мієліту та енцефаломієліту. Синдром Гієна–Барре виникає як аутоімунне захворювання, яке призводить до прогресуючої м'язової слабкості, труднощів при ходьбі, та інших симптомів, що відображають зниження надходження сигналів від нервової системи до м'язів. Випадки мієліту можуть виникнути внаслідок прямого інфікування м'язів через місцевий рецептор ангіотензинперетворювального ферменту 2, який є рецептором входу SARS-CoV-2 до клітини. COVID-19 також може спричинювати важкі захворювання у дітей. У частини дітей з COVID-19, у яких розвивається синдром, подібний на синдром Кавасакі, який є мультисистемним запальним синдромом, при якому також спостерігаються цереброваскулярні ускладнення та неврологічні ураження.

### Розлади нюху і смаку
Як згадувалося вище, багато хворих на COVID-19 мають розлади смаку та нюху. Від 41 % до 62 % хворих (залежно від конкретного дослідження) мають розлади нюху, які можуть проявлятися як аносмія (втрата нюху), гіпосмія (зниження нюху) або паросмія (спотворення нюху). Однак втрата нюху характерна не тільки для COVID-19; приблизно 13 % хворих на грип також втрачають нюх, як і хворі на MERS або гарячку Ебола. Серед хворих із COVID-19 50 % хворих відновлюють нюх протягом 14 днів, а у 89 % хворих повністю відновлюється нюх протягом 4 тижнів. Лише 5 % хворих із COVID-19 відчувають втрату нюху, що триває понад 40 днів.

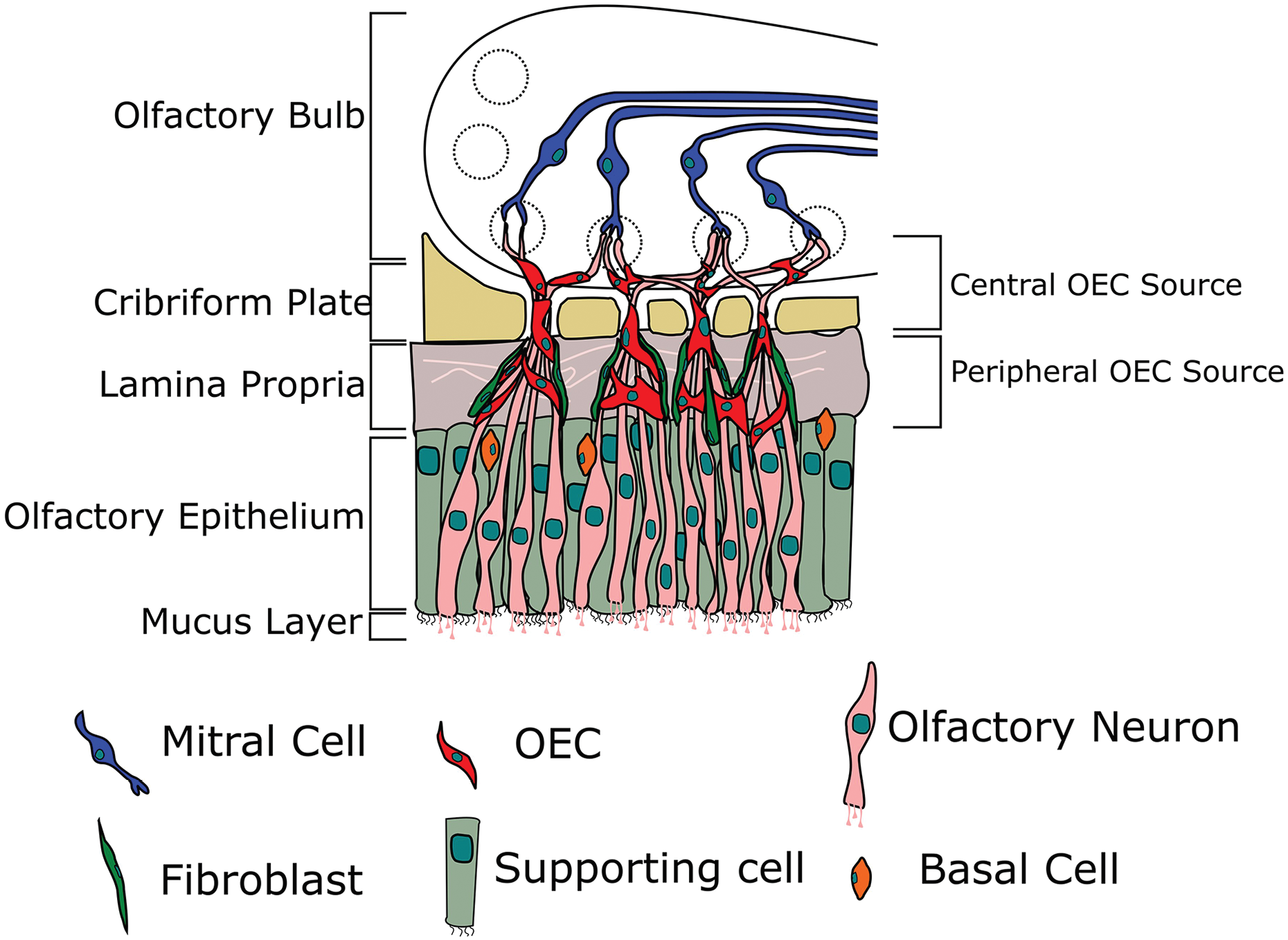
Будова нюхового епітелію. SARS-CoV-2 заражає опорні клітини (сустентакулярні клітини), що пошкоджує нюхові нейрони в нюховому епітелії, що призводить до втрати нюху. Нові нюхові нейрони регенерують з базальних клітин.

Схоже, що вірус SARS-CoV-2 атакує сустентакулярні клітини (також їх називають «опорними клітинами»), тобто клітини, які оточують і підтримують нейрони нюхових рецепторів. Невелика кількість вірусів безпосередньо заражає нейрони нюхових рецепторів. Однак інфікування SARS-CoV-2 сустентакулярних клітин може призвести до десквамації нюхового епітелію з супутньою втратою нейронів нюхових рецепторів і аносмією. Щоправда нюховий епітелій постійно регенерується, і пошкоджені нейрони зазвичай замінюються приблизно через 14 днів. Нервові клітини, що контролюють смак, називаються смаковими нервовми клітинами, відновлюються ще швидше, оновлюючись приблизно через 10 днів.
Існує клінічний спосіб допомоги для хворих із розладами нюху. Хворим, які відчувають втрату нюху довше двох тижнів, рекомендується пройти тренування нюху. Тренування нюху допомагає «навчити» нові нюхові нейрони зв'язуватися з мозком, щоб запахи спочатку можна було відчувати, а потім розпізнавати. Особисті розповіді про процес тренування нюху після інфікування COVID-19 висвітлювалися в таких засобах масової інформації, як «New York Times». Хворим, які відчувають втрату нюху більше ніж на 2 тижні, також рекомендується отримати направлення до отоларинголога. При цьому може допомогти пероральний прийом кортикостероїдів, але не у всіх випадках. Іншим альтернативним способом лікування втрати нюху може бути ліпоєва кислота, проте в літературі висловлено думку, що вона не полегшує симптоми та не сприяє одужанню.

## Хронічні неврологічні симптоми при COVID-19

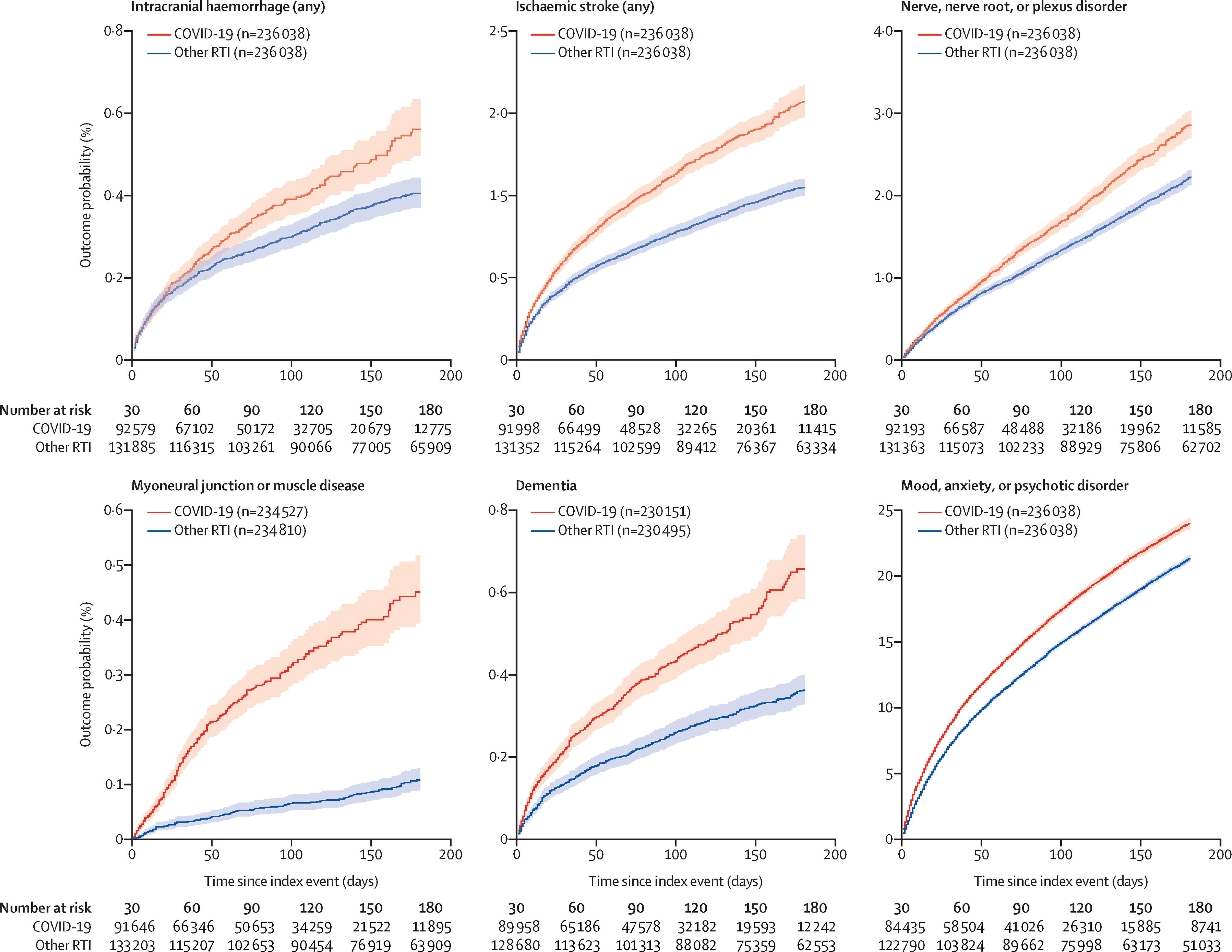
Вплив COVID-19 на появу неврологічних та психіатричних симптомів протягом наступних 6 місяців порівняно з іншими інфекціями дихальних шляхів

У червні 2022 року дослідження Центрів з контролю та профілактики захворювань, засноване на електронних медичних записах, показало, що "кожен із п'яти тих, хто пережив COVID-19 у віці 18–64 років, і кожен четвертий з тих, хто вижив, віком ≥65 років, зазнав принаймні одного випадку, який міг бути пов'язаний із попереднім COVID-19, або мав тривалий COVID, а аналіз заяв приватних медичних закладів показав, що з 78252 хворих із діагнозом «постковідний синдром» 75,8 % не були госпіталізовані внаслідок COVID-19. Серед осіб віком 0–18 років поширеність тривалих станів COVID, як-от симптоми зміни настрою, синдром хронічної втоми та розлади сну, загалом становить близько 25 %.
Дослідження за участю 236379 осіб, які перехворіли на COVID-19, показало, що орієнтовна частота неврологічних або психіатричних діагнозів протягом наступних 6 місяців після діагностованої хвороби становила 33,62 %, при цьому в 12,84 % це був перший такий діагноз, а також були вищі ризики важкого перебігу COVID-19.
Велике клінічне дослідження показало, що особи після COVID-19 мали підвищений ризик кількох неврологічних ускладнень, включаючи головний біль, проблеми з пам'яттю, проблеми з нюхом, та інсульт; ризик був очевидний навіть серед осіб, у яких гострий період хвороби не був настільки важким, щоб вимагати госпіталізації; ризик був вищим серед госпіталізованих, і найвищим серед тих, хто потребував лікування у відділенні інтенсивної терапії під час гострої фази інфекції. Близько 20 % випадків COVID-19, які проходили через відділення інтенсивної терапії, мали хронічні неврологічні симптоми (крім втрати нюху та смаку). З хворих, які проходили МРТ, у 44 % на МРТ виявлявся сигнал відновлення інверсії, ослаблений рідиною, в лептоменінгеальному просторі, та інсульт. Нейропатологічні дослідження померлих від COVID-19 виявляють у мозку мікротромби та інфаркти. Найпоширенішими ураженнями були гіпоксичне пошкодження, яке могло бути спрчинено апаратами ШВЛ. Однак у багатьох хворих, які померли, спостерігалися периваскулярна інфільтрація Т-лімфоцитами (55 %) і активація мікрогліальних клітин (50 %). Синдром Гієна — Барре зустрічається у тих, хто переніс COVID-19, із частотою 5 випадків на 1000 хворих, що приблизно в 500 разів перевищує звичайну захворюваність (1 на 100 тисяч осіб). Також зустрічається споріднений тип аутоімунного синдрому, який називається синдромом Міллера-Фішера.
У частини хворих на COVID-19, які були госпіталізовані, також можуть спостерігатися судоми. В одній із статей йдеться про те, що судоми зазвичай виникають у пацієнтів із COVID-19, у яких в анамнезі до цього були напади судом або інфаркти мозку, однак ще немає оглядів, які б надали дані про захворюваність у загальній популяції. Як правило, повідомляють про гострі епілептичні напади та епілептичний статус. 57 % випадків судом реєструються серед хворих, які мали респіраторні або шлунково-кишкові симптоми. Хоча лікування бензодіазепінами може здаватися протипоказаним через ризик пригнічення дихання, у хворих на COVID-19 із гострими епілептичними нападами, яким призначалось таке лікування, спостерігається 96 % сприятливих результатів, тоді як у хворих з гострими епілептичними нападами, які не лікуються, спостерігаються вищі показники смертності (5 -39 %).

## Гострі психіатричні симптоми при COVID-19
Повідомлення про поширеність розладів психіки при COVID-19 відрізняються залежно від дослідження. В одному з оглядів 35 % хворих мали легкі форми тривоги, безсоння та депресії, а 13 % хворих мали помірні та важкі форми цих розладів. В іншому огляді частота депресії та тривоги становила 47 % і 37 % відповідно. Відповідно до великого метааналізу, депресія виникає у 23, 0 % (16,1 до 26,1), а тривога — у 15,9 % (5,6 до 37,7) випадків. Ці психологічні симптоми корелюють з біомаркерами крові, зокрема з прозапальним С-реактивним білком. Були повідомлення про випадки гострого психічного розладу та спроби самогубства, пов'язаних з гострою інфекцією COVID-19.

## Хронічні психіатричні симптоми при COVID-19
Стаття, опублікована в журналі «Nature» у 2021 році, повідомляє про підвищений ризик депресії, тривоги, проблем зі сном і розладів, пов'язаних із вживанням психоактивних речовин, серед хворих після гострої форми COVID-19. У 2020 році огляд «Lancet Psychiatry» повідомив про появу таких психіатричних симптомів після COVID-19: травматичні спогади (30 %), зниження пам'яті (19 %), втома (19 %), дратівливість (13 %), безсоння (12 %) і депресивний настрій (11 %). Інші поширені симптоми, але про них повідомляється в меншій кількості статей; ці симптоми включають розлади сну (100 % хворих) і розлад уваги та концентрації (20 % хворих). Ці сукупні проблеми призводять до загального (і кількісного) зниження якості життя та соціального функціонування (яке вимірюється за шкалою SF-36).

## Неврологічні та психіатричні порушення серед населення в цілому та серед медичних працівників
За словами експертів із психічного здоров'я, пандемія COVID-19 негативно вплинула на психічне здоров'я людей у всьому світі. Це може спричинити появи підвищеної тривожності та незахищеності, посилення страхів та дискримінації.
Низка експертів стверджували, що зміни в зовнішньому середовищі можуть спричинити велику кількість страждань і незахищеності. COVID-19 швидко поширюється, тому люди відчувають більше паніки та тривоги. Крім того, тривога та страх, пов'язані з інфекцією, можуть призвести до дискримінаційної поведінки, яка потім призводить до дедалі більш негативної соціальної поведінки, погіршуючи психічне здоров'я.
У проведеному дослідженні взяло участь ширше коло учасників, включаючи всіх медичних працівників у вибірці учасників. Дослідження показало, що у лікарів були дещо вищі показники тривоги та депресії. Дослідження Камбері прийшло до висновку, що 34,1 % лікарів і 26,9 % медсестер повідомили про легкий рівень тривоги. У той час як більша репрезентація показала, що серед медичних працівників у 26,9 % спостерігався легкий рівень тривоги, а серед усіх медичних працівників у 35,2 % спостерігався легкий або помірний рівень депресії. Дослідження Камбері показало, що незалежно від галузі медицини всі працівники охорони здоров'я сприйнятливі до проблем психічного здоров'я.
COVID-19 впливає на психічне здоров'я медичних працівників, але його вплив залежить від їх конкретної медичної професії. Лікарі та медсестри, найімовірніше, відчувають однакові проблеми з психічним здоров'ям з високим рівнем тривоги (40-45 %), депресії (12-30 %), помірного та важкого безсоння (62 % та 27 %, відповідно).
У міжгалузевому дослідженні, проведеному в Португалії, було проведено онлайн-опитування для збору даних щодо прямого порівняння психічного здоров'я медичних працівників і населення в цілому. Було встановлено, що в середньому спостерігався значно вищий відсоток медичних працівників, які відчували ознаки розладів психічного здоров'я, порівняно із загальним населенням Португалії.
У медичних працівників також часто спостерігаються симптоми більш серйозних розладів, зокрема посттравматичного стресового розладу (14 %). Загалом у близько 50 % медичних працівників спостерігаються певні форми негативних емоцій. Перехресне дослідження визначило рівень стресу та наявність симптомів посттравматичного стресового розладу у медсестер. Результати дослідження Ленга показали, що в 5,6 % медсестер виявлено значні симптоми посттравматичного стресового розладу, а 22 % вказали високу оцінку рівня стресу. Дослідники визнали, що не було помічено значних змін у рівнях стресу чи посттравматичного стресового розладу, як очікувалося, що суперечить меті дослідження. Це дослідження не виявило суттєвого зв'язку між порушеннями психічного здоров'я в медичних сестер та пандемією, зокрема й посттравматичного стресового розладу. Це суперечить результатам дослідження на початку абзацу. Незважаючи на це, журнал згадав інші подібні дослідження, які виявили набагато сильніші кореляції та вважали, що цей зв'язок дійсно існує.
При конкретному дослідженні посттравматичного стресового розладу в медсестер під час пандемії, то виявляється багато факторів, що сприяють зниженню його виникнення. Медичні сестри на власному досвіді стикаються з поширенням COVID-19 у лікарнях, включаючи збільшення статистики смертності та зараження вірусом. Ці переживання можуть спричинити неприємні спогади про спалах хвороби після його закінчення, або можуть навіть сприяти тривалому емоційному стресу в майбутньому.
Посттравматичний стресовий розлад — не єдине серйозне ускладнення, яке виникає серед медсестер. Журнал досліджував зв'язок із рівнем самогубств серед медсестер, виявивши підвищений рівень самогубств серед медсестер порівняно з іншими, не медичними працівниками.
Вкрай важливо зрозуміти, як можна боротися з розладами психічного здоров'я, та керувати ними. Є багато варіантів, деякі включають рішення, які можна застосувати самостійно, деякі інші потребують втручання медиків. Серед цих заходів найпоширенішими є:
- Зверніться до медичного працівника;
- Зверніться до місцевої або національної гарячої лінії психічного здоров'я;
- Знайдіть час для догляду за собою;
- Збільшіть споживання поживної їжі;
- Поговоріть з другом або членом родини, якому довіряєте.

## Психіатричні і неврологічні симптоми при COVID-19 у дітей
У дітей також спостерігаються неврологічні або психіатричні симптоми, пов'язані з COVID-19, хоча рівень важких захворювань серед дітей набагато нижчий, ніж дорослих. Схоже, що в дітей з COVID-19 спостерігається такий же рівень частоти втрати смаку та нюху, як і в дорослих. У той же час привернув увагу до себе подібний за симптомами мультисистемний запальний синдром, відомий як синдром Кавасакі Близько 16 % дітей відчувають певний тип неврологічних проявів COVID-19, зокрема головний біль або втома; у близько 1 % дітей спостерігались серйозні неврологічні симптоми. У близько 15 % дітей із синдромом Кавасакі спостерігалися важкі неврологічні симптоми, зокрема енцефалопатія. Найімовірніше, що COVID-19 не спричинює новоутвореної епілепсії у дітей, але може спричинити судоми в дітей, у яких раніше діагностовано епілепсію. COVID-19 не асоціюється з інсультами в дітей. Також у дітей рідко зустрічається синдром Гієна — Барре.

## Дослідження пошкоджень мозку, спричинених COVID-19
Тривають дослідження щодо короткострокової та довгострокової шкоди, яку COVID-19 може завдати мозку, у тому числі у випадках постковідного синдрому. Зокрема, дослідження показало, як COVID-19 може спричинити мікросудинну патологію головного мозку та загибель ендотеліальних клітин, порушуючи гематоенцефалічний бар'єр. Інше дослідження виявило запалення в нервовій тканині, та активацію адаптивних і вроджених імунних клітин у стовбурі мозку пацієнтів з COVID-19. Постковідний синдром може сприяти тривалому запаленню у людей похилого віку, та призводити до довгострокових змін мозку, роблячи хворих вразливими до розвитку нейродегенеративних захворювань. Сканування мозку та когнітивні тести 785 учасників дослідження «Біобанк Великобританії» (401 позитивних тестів на коронавірус) показали, що COVID-19 пов'язаний із, принаймні тимчасовими, змінами в мозку, які включають:
- зменшення товщини сірої речовини та контрастності тканини в орбітофронтальній корі та парагіппокампальній звивині;
- зміни в маркерах пошкодження тканин у областях, які функціонально пов'язані з первинною нюховою корою;
- зменшення загального розміру мозку;
- а також когнітивне зниження у порівнянні між двома часовими точками вибраних когнітивних тестів.

У дослідженнях показано, що вірус SARS-CoV-2 створює тунельні нанотрубки з клітин носа, щоб отримати доступ до мозку.